# 赛罕王
赛罕王（15世纪—1454年），又作赛刊王，瓦剌贵族首领，脱懽之子，也先的弟弟。
明英宗正统十二年（1447年），率兵击杀朵颜卫指挥乃儿不花，掠夺其众。明代宗景泰元年（1450年）三月，随从也先攻打大同府。景泰五年（1454年），他和大同王设计毒杀阿剌知院次子。后来听说阿剌率兵攻打也先，领军七千在阿剌之后，想乘机攻打。也先死后，赛罕王弃众南逃，被属下射杀。